# 챤미나
챤미나(ちゃんみな, Chanmina, 1998년 10월 14일~)는 대한민국-일본의 래퍼이자 대중음악가이다. 2016년 인디로 데뷔하다가 2017년 메이저 레이블 데뷔 음반 Miseinen을 발매하였다.

## 생애
대한민국에서 일본인 아버지와 한국인 어머니 사이에서 태어났으며 3세까지 한국에서 살았다. 어머니가 전문 발레인이었기에 어린 시절을 한국, 일본, 미국 여행으로 보냈다. 어머니의 영향으로 인해 챤미나는 어릴 적부터 발레와 바이올린을 배웠다.
한국의 밴드 빅뱅의 2008년 노래 하루하루를 발견하고 이 노래에 감동을 받았으며 그녀가 래퍼로 되는데 영향을 주었다. 처음에는 고등학교 2학년 때 대한민국으로 이주하여 K-pop 음악가가 되기로 계획했지만 친구이자 여성 래퍼 Messhi의 영향을 받아 그녀가 일본에 남도록 했다.

## 음반

### 스튜디오 음반
- Miseinen (未成年, "Underage")
- Never Grow Up
- Harenchi (ハレンチ, "Shameless")

### EP
- Chocolate
- Note-book: Me.
- Note-book: U.